# Nicole Malachowski
Nicole Margaret Ellingwood Malachowski (* 26. září 1974 Santa Maria, Kalifornie) je bývalou pilotkou Letectva Spojených států amerických s hodností plukovník. Známá je především skutečností, že se stala první ženou sloužící v řadách oficiální předváděcí letky USAF s názvem Thunderbirds. Její volací znak pilota byl „FiFi“. K prvnímu veřejnému vystoupení Malachowské s Thunderbirds došlo v březnu 2006, s nimiž létala ve formaci „diamant“ na pozici číslo 3 (pravé křídlo) až do konce sezóny 2007. Poté působila jako zástupce velitele (Deputy Commander) 4. letky operační podpory (4th Operations Support Squadron) a to až do 18. listopadu 2011, kdy se stala velitelkou 333. stíhací letky (333d Fighter Squadron; 333 FS) sídlící na Letecké základně Seymoura Johnsona v Severní Karolíně. 333 FS je organizačně podřízena 4. stíhacímu křídlu (4th Fighter Wing).

## Kariérní postup
| Insignie | Hodnost      | Datum           |
| -------- | ------------ | --------------- |
|          | Plukovník    | Únor 2015       |
|          | Podplukovník | Leden 2010      |
|          | Major        | 1. duben 2006   |
|          | Kapitán      | 29. květen 2000 |
|          | Nadporučík   | 29. květen 1998 |
|          | Poručík      | 29. květen 1996 |